# Arctogeophilus glacialis
Arctogeophilus glacialis är en mångfotingart som först beskrevs av Carl Graf Attems 1909.  Arctogeophilus glacialis ingår i släktet Arctogeophilus och familjen storjordkrypare. Inga underarter finns listade i Catalogue of Life.